# Kirgizië op de Olympische Zomerspelen 1996
Kirgizië nam deel aan de Olympische Zomerspelen 1996 in Atlanta, Verenigde Staten. De voormalige Sovjet-republiek nam voor de eerste keer deel aan de Zomerspelen en won geen medailles.

## Deelnemers en resultaten per onderdeel

### Atletiek
| Olympiër            | Discipline             | Resultaat | Prestatie                      |
| ------------------- | ---------------------- | --------- | ------------------------------ |
| Vladislav Chernobay | 100m (m)               | 87e       | serie 4: 9de in 10,88          |
| Boris Kaveshnikov   | 800m (m)               | 44e       | serie 6: 5de in 1.48,88        |
| Yeniya Shorokhov    | 110m horden (m)        | 54e       | serie 8: 7de in 14,29          |
| Nazirdin Alikbekov  | marathon (m)           | 63e       | 2:23.59                        |
| Maksim Smetanin     | hink-stap-springen (m) | 37e       | kwalificatie: 37ste met 15,90m |
|                     |                        |           |                                |
| Irina Bogacheva     | marathon (v)           | 21e       | 2:35.44                        |

### Boksen
| Olympiër         | Discipline | Resultaat | Prestatie                                                                    |
| ---------------- | ---------- | --------- | ---------------------------------------------------------------------------- |
| Sergey Kopenkin  | -60kg (m)  | 9e        | 1ste ronde: W van ITA Giantomassi: 12-11 2de ronde: V van ROU Doroftei: 1-10 |
| Nurbek Kasenov   | -67kg (m)  | 9e        | 1ste ronde: W van TGA Heaps 11-2 2de ronde: V van UZB Atayev: 7-11           |
| Andrey Kurnyavka | -91kg (m)  | 17e       | 1ste ronde: V van CUB Savon: 3-9                                             |

### Judo
| Olympiër          | Discipline | Resultaat | Prestatie                                                                          |
| ----------------- | ---------- | --------- | ---------------------------------------------------------------------------------- |
| Vadim Sergeyev    | +95kg (m)  | 13e       | 1ste ronde: W van SEN Diouf 2de ronde: V van CHN Liu herkansingen: V van ROU Lungu |
|                   |            |           |                                                                                    |
| Nataliya Kuligina | -48kg (v)  | 19e       | 1ste ronde: V van NED Meijer                                                       |

### Kanovaren
| Olympiër                         | Discipline    | Resultaat | Prestatie                                               |
| -------------------------------- | ------------- | --------- | ------------------------------------------------------- |
| Andrey Mitkovets Yury Ulyachenko | K-2 500m (m)  | 22e       | serie 3: 8ste in 1.43,722 herkansingen: 6de in 1.44,324 |
| Andrey Mitkovets Yury Ulyachenko | K-2 1000m (m) | 24e       | serie 2: 7de in 4.08,916 herkansingen: 7de in 3.44,200  |

### Moderne vijfkamp
| Olympiër     | Discipline | Resultaat | Prestatie   |
| ------------ | ---------- | --------- | ----------- |
| Igor Feldman | mannen     | 30e       | 4547 punten |

### Schietsport
| Olympiër       | Discipline                 | Resultaat | Prestatie                                         |
| -------------- | -------------------------- | --------- | ------------------------------------------------- |
| Yury Lomov     | 10m luchtgeweer (m)        | 22e       | kwalificatie: 22ste met 587 punten                |
| Yury Lomov     | 50m geweer 3 houdingen (m) | 32e       | kwalificatie: 32ste met 1157 punten (396-377-384) |
| Yury Lomov     | 50m geweer liggend (m)     | 11e       | kwalificatie: 11de met 595 punten                 |
| Yury Melentyev | 50m pistool (m)            | 20e       | kwalificatie: 20ste met 556 punten                |
| Yury Melentyev | 10m luchtpistool (m)       | 12e       | kwalificatie: 12de met 579 punten                 |

### Wielersport
| Olympiër       | Discipline      | Resultaat | Prestatie |
| -------------- | --------------- | --------- | --------- |
| Yevgeny Vakker | puntenkoers (m) | 16e       | 1 punt    |

### Worstelen
| Olympiër               | Discipline  | Resultaat   | Prestatie |
| Vrije stijl            | Vrije stijl | Vrije stijl | Vrije stijl |
| ---------------------- | ----------- | ----------- | --- |
| Vladimir Torgovkin     | -48kg (m)   | 17e         | 1ste ronde: V van KOR Jung: 0-11 herkansingen: V van NGR Jacob: walk-over |
| Konstantin Aleksandrov | -100kg (m)  | 6e          | 1ste ronde: W van SVK Mazáč: 2-1 2de ronde: W van EST Aavik: 1-0 kwartfinale: vrij halve finale: V van USA Angle: 1-4 herkansingen: V van GER Sabejew: 0-10 5-6de plek: V van POL Garmulewicz: walk-over                       |
| Aleksandr Kovalevsky   | -130kg (m)  | 5e          | 1ste ronde: V van GER Thiele: 0-1 herkansingen: W van PAN Far: 4-0 herkansingen 2: W van IRI Mehraban: 3-2 herkansingen 3: W van GRE Bourdoulis: 7-1 herkansingen 4: V van RUS Shumilin: 0-2 5-6de plek: W van GER Thiele: 3-1 |
|                        |             |             | |
| Raatbek Sanatbayev     | -130kg (m)  | 5e          | 1ste ronde: W van YUG Jovančević: 3-0 2de ronde: V van BLR Tsilent: 1-7 herkansingen: W van USA Henderson: 3-2 herkansingen 2: V van KAZ Turlykhanov: 2-4 7-8ste plek: V van ARM Geghamyan: walk-over                          |

### Zwemmen
| Olympiër                                                                   | Discipline            | Resultaat | Prestatie                     |
| -------------------------------------------------------------------------- | --------------------- | --------- | ----------------------------- |
| Vitaly Vasilyev                                                            | 50m vrije slag (m)    | 52e       | serie 4: 8ste in 24,54        |
| Sergey Ashikhmin                                                           | 100m vrije slag (m)   | 29e       | serie 3: 1ste in 51,07 (NR)   |
| Dmitry Lapin                                                               | 200m vrije slag (m)   | 38e       | serie 2: 6de in 1.55,52       |
| Andrey Kvasov                                                              | 400m vrije slag (m)   | 26e       | serie 1: 1ste in 4.00,69 (NR) |
| Konstantin Pryakhin                                                        | 100m rugslag (m)      | 45e       | serie 1: 2de in 1.00,26       |
| Yevgeny Petrashov                                                          | 100m schoolslag (m)   | 42e       | serie 2: 8ste in 1.07,44      |
| Konstantin Andryushin                                                      | 200m vlinderslag (m)  | 26e       | serie 3: 4de in 2.01,59       |
| Sergey Ashihmin Andrey Kvassov Dmitry Lapin Vitaly Vasilyev                | 4x100m vrije slag (m) | 18e       | serie 3: 7de in 3.30,62       |
| Sergey Ashihmin Andrey Kvassov Dmitry Lapin Vitaly Vasilyev                | 4x200m vrije slag (m) | 17e       | serie 2: 6de in 8.00,0        |
| Konstantin Priahin Yevgeny Petrashov Konstantin Andriushin Sergey Ashihmin | 4x100m wisselslag (m) | 21e       | serie 2: 6de in 3.56,24       |
|                                                                            |                       |           |                               |
| Viktoriya Polyayeva                                                        | 100m vrije slag (v)   | 44e       | serie 1: 4de in 59,40         |
| Olga Korotayeva                                                            | 800m vrije slag (v)   | 27e       | serie 1: 4de in 9.21,20       |
| Oksana Cherevko                                                            | 200m schoolslag (v)   | 40e       | serie 1: 2de in 2.57,65       |
| Olga Bogatyreva                                                            | 200m wisselslag (v)   | 39e       | serie 1: 1ste in 2.26,42      |
| Viktoriya Poleyayeva Olga Titova Olga Korotayeva Olga Bogatyreva           | 4x200m vrije slag (v) | 20e       | serie 3: 7de in 8.45,67       |

Afghanistan · Albanië · Algerije · Amerikaanse Maagdeneilanden · Amerikaans-Samoa · Andorra · Angola · Antigua‑Barbuda · Argentinië · Armenië · Aruba · Australië · Azerbeidzjan · Bahama's · Bahrein · Bangladesh · Barbados · België · Belize · Benin · Bermuda · Bhutan · Bolivia · Bosnië en Herzegovina · Botswana · Brazilië · Britse Maagdeneilanden · Brunei · Bulgarije · Burkina Faso · Burundi · Cambodja · Canada · Centraal-Afrikaanse Republiek · Chili · China · Chinees Taipei · Colombia · Comoren · Congo-Brazzaville · Cookeilanden · Costa Rica · Cuba · Cyprus · Denemarken · Djibouti · Dominica · Dominicaanse Republiek · Duitsland · Ecuador · Egypte · El Salvador · Equatoriaal-Guinea · Estland · Ethiopië · Fiji · Filipijnen · Finland · Frankrijk · Gabon · Gambia · Georgië · Ghana · Grenada · Griekenland · Groot-Brittannië · Guam · Guatemala · Guinee · Guinee-Bissau · Guyana · Haïti · Honduras · Hongarije · Hongkong · Ierland · IJsland · India · Indonesië · Irak · Iran · Israël · Italië · Ivoorkust · Jamaica · Japan · Jemen · Joegoslavië · Jordanië · Kaaimaneilanden · Kaapverdië · Kameroen · Kazachstan · Kenia · Kirgizië · Koeweit · Kroatië · Laos · Lesotho · Letland · Libanon · Liberia · Libië · Liechtenstein · Litouwen · Luxemburg ·  Macedonië · Madagaskar · Malawi · Malediven · Maleisië · Mali · Malta · Marokko · Mauritanië · Mauritius · Mexico · Moldavië · Monaco · Mongolië · Mozambique · Myanmar · Namibië · Nauru · Nederland · Nederlandse Antillen · Nepal · Nicaragua · Nieuw-Zeeland · Niger · Nigeria · Noord-Korea · Noorwegen · Oeganda · Oekraïne · Oezbekistan · Oman · Oostenrijk · Pakistan · Palestina · Panama · Papoea-Nieuw-Guinea · Paraguay · Peru · Polen · Portugal · Puerto Rico · Qatar · Roemenië · Rusland · Rwanda · Saint Kitts en Nevis · Saint Lucia · Saint Vincent en Grenadines · Salomonseilanden · Samoa · San Marino · Sao Tomé en Principe · Saoedi-Arabië · Senegal · Seychellen · Sierra Leone · Singapore · Slovenië · Slowakije · Soedan · Somalië · Spanje · Sri Lanka · Suriname · Swaziland · Syrië · Tadzjikistan · Tanzania · Thailand · Togo · Tonga · Trinidad en Tobago · Tsjaad · Tsjechië · Tunesië · Turkije · Turkmenistan · Uruguay · Vanuatu · Venezuela · Verenigde Arabische Emiraten · Verenigde Staten · Vietnam · Wit-Rusland · Zaïre · Zambia · Zimbabwe · Zuid-Afrika · Zuid-Korea · Zweden · Zwitserland